# داوید کوپ
داوید کوپ (انگلیسی: David Kopp؛ زادهٔ ۵ ژانویهٔ ۱۹۷۹) دوچرخه‌سوار اهل آلمان است.
از فیلم‌ها یا برنامه‌های تلویزیونی که وی در آن نقش داشته‌است می‌توان به فردی علیه جیسون اشاره کرد.
از باشگاه‌هایی که در آن بازی کرده‌است می‌توان به تیم دوچرخه‌سواری گرواشتاینر و سایکل کولستروپ اشاره کرد.